# Adelheid van Hohenlohe-Langenburg
Adelheid "Ada" Victoria Amalie Louise Marie Constance zu Hohenlohe-Langenburg (Langenburg in Baden-Württemberg, 20 juli 1835 — Dresden, 25 januari 1900), prinses van Hohenlohe-Langenburg, is vooral bekend als de schoonmoeder van keizer Wilhelm II van Duitsland.

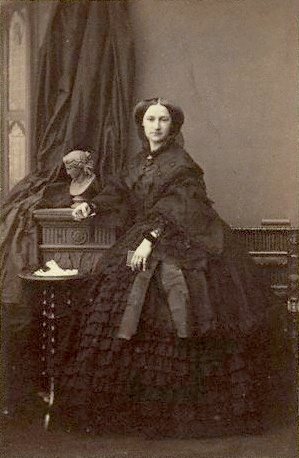
Adelheid van Hohenlohe-Langenburg

Ze was de dochter van vorst Ernst Christiaan Karel zu Hohenlohe-Langenburg en diens echtgenote prinses Feodora van Leiningen. Haar moeder was de dochter van prinses Victoria van Saksen-Coburg-Saalfeld en dus de halfzus van koningin Victoria van het Verenigd Koninkrijk. Adelheid kwam uit een gezin van zes kinderen; ze had nog twee zussen en drie broers. Een van haar broers was de Duitse politicus Hermann zu Hohenlohe-Langenburg.
Prinses Adelheid is getrouwd op 11 september 1856 te Langenburg met hertog Frederik van Sleeswijk-Holstein-Sonderburg-Augustenburg. Frederik speelde een rol in de Tweede Duits-Deense Oorlog doordat hij zich in 1862 had uitgeroepen tot "Hertog van Sleeswijk-Holstein".
Frederik en Adelheid kregen zeven kinderen; drie zonen en vier dochters. Van de drie zonen stierven er twee op zeer jonge leeftijd. 
- Frederik (1857-1858)
- Augusta Victoria (1858-1921), getrouwd met keizer Wilhelm II van Duitsland
- Caroline Mathilde (1860-1932)
- Gerard (20 januari – 11 april 1862)
- Ernst Günther (1863-1921), volgde zijn vader op als hertog van Sleeswijk-Holstein-Sonderburg-Augustenburg
- Louise (1866-1952)
- Feodora Adelheid (1874-1910)

Adelheid stierf op 25 januari 1900 op 64-jarige leeftijd te Dresden, Duitsland.